# Shimadzu All Japan Indoor Tennis Championships 2008
Lo Shimadzu All Japan Indoor Tennis Championships 2008 è stato un torneo di tennis facente parte della categoria ATP Challenger Series nell'ambito dell'ATP Challenger Series 2008. Il torneo si è giocato a Kyoto in Giappone dal 3 al 9 marzo 2008 su campi in sintetico e aveva un montepremi di $35 000+H.

## Vincitori

### Singolare
Gō Soeda ha battuto in finale  Matthias Bachinger con il punteggio di 7–6 2–6 6–4

### Doppio
Dieter Kindlmann /  Martin Slanar hanno battuto in finale  Hiroki Kondo /  Gō Soeda con il punteggio di 6–1 7–5